# Nedre Fiskoträsket
Nedre Fiskoträsket är en sjö i Sorsele kommun i Lappland och ingår i Umeälvens huvudavrinningsområde. Sjön har en area på 0,0665 kvadratkilometer och ligger 470,7 meter över havet. Sjön avvattnas av vattendraget Fiskobäcken.

## Delavrinningsområde
Nedre Fiskoträsket ingår i det delavrinningsområde (729830-154757) som SMHI kallar för Mynnar i Storvindeln. Medelhöjden är 523 meter över havet och ytan är 7,66 kvadratkilometer. Räknas de 2 avrinningsområdena uppströms in blir den ackumulerade arean 65 kvadratkilometer. Fiskobäcken som avvattnar avrinningsområdet har biflödesordning 3, vilket innebär att vattnet flödar genom totalt 3 vattendrag innan det når havet efter 366 kilometer. Avrinningsområdet består mestadels av skog (99 procent). Avrinningsområdet har 0,07 kvadratkilometer vattenytor vilket ger det en sjöprocent på 0,9 procent.